# Ming Freeman

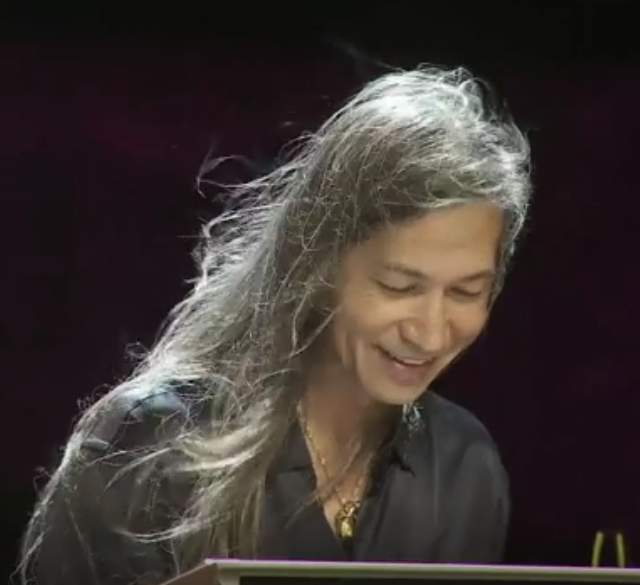
Ming Freeman in 2018

Ming Freeman, geboren in Taiwan en van Chinese en Canadese afkomst, is een multi-toetsenist en pianist, dirigent, componist en producer. Hij toerde met verschillende artiesten waaronder Joni Mitchell, Yanni, Ronnie Laws, Chuck Negron, Jeffrey Osborne, Paula Abdul, Sheena Easton, Gladys Knight, Jean Carne en Michael Henderson. Hij is te zien en horen als keyboard-solist op verschillende dvd's van Yanni, zoals Tribute gefilmd in India en China, Yanni Live at Royal Albert Hall in Londen, Yanni Live! The Concert Event en Yanni Voices. Freeman is bekend van het meer geavanceerde keyboard-werk tijdens de shows van Yanni.